# Tomislav Ivčić
Tomislav Ivčić (ur. 6 stycznia 1953 w Zadarze, zm. 4 marca 1993 w Zagrzebiu) – chorwacki piosenkarz, twórca tekstów, polityk.

## Życiorys
Artysta zdobył rozgłos w 1970 dzięki udziałowi w festiwalu muzyki pop. Inspiracje muzyczne czerpał z dalmatyńskiego folkloru. Napisał i zaśpiewał Večeras je naša fešta, który stał się nieoficjalnym hymnem Dalmacji. Podczas wojny w Chorwacji skomponował przebój Stop the War in Croatia. W 1990 został członkiem partii Chorwacka Wspólnota Demokratyczna. Nagrał piosenkę Bože čuvaj Hrvatsku, która uważana była za nieoficjalny hymn tej partii. W styczniu 1993 został deputowanym Zgromadzenia Chorwackiego. Zginął 4 marca 1993 w wypadku samochodowym. Został pochowany na cmentarzu Mirogoj w Zagrzebiu.

## Dyskografia

### Albumy studyjne
- 1974 – Još uvijek se vraćam
- 1980 – Ulični šarmer
- 1981 – Dalmatinske noći
- 1982 – Oprosti mi
- 1982 – Pisme iz konobe'
- 1985 – Sine, vrati se
- 1986 – Večeras je naša fešta'
- 1987 – Posljednji valcer
- 1989 – Gorka rijeka
- 1991 – Stop the war in Croatia
- 1994 – Krunica moje majke
- 1996 – More naše plavo
- 1997 – Pjeva najveće hitove Tomislava Ivčića
- 2003 – I onda kad ne bude nas bilo
- 2004 – Di je bila pamet
- 2006 – The platinum collection

### Najsłynniejsze utwory
- Večeras je naša fešta
- Kalelarga
- Zapivajmo nocas u konobi
- Bože čuvaj Hrvatsku
- Stop the War in Croatia
- Gorka rijeka
- Bepo Bagulin
- Još uvijek se vraćam
- Vratija se Šime
- Sine, vrati se
- Neka neka nek se zna
- Dalmacijo, kad te more budi
- Otrov sa tvojih usana
- Šjor File, oj, šjor Dane moj